# 立花氏
立花氏（たちばなし）は、武家・華族だった日本の氏族。豊後守護大友貞宗の三男貞載が筑前国立花山城に拠って立花と称したのに始まる。宗茂の代に豊臣秀吉に仕えて筑後国柳川を与えられ、江戸時代にも柳川藩主家として続き、明治維新後華族の伯爵家に列した。同訓の橘氏とは系統上の関係はない。大友立花氏とも称す。

## 歴史

### 道雪以前の立花氏
南北朝時代に、大友貞宗の子の大友貞載が筑前国糟屋郡立花城に拠り立花を称したことより始まる。以来大友氏の重臣として重きをなしたが、立花鑑載の代に毛利氏に内応して大友義鎮（宗麟）に背いたため、同じく大友氏支流の戸次鑑連（立花道雪）により攻め滅ぼされ、鑑載の子・立花親善の代で断絶した。

#### 立花氏（道雪以前）の当主
- 立花貞載
- 立花宗匡
- 立花親直
- 立花親政
- 立花宗勝
- 立花鑑光
- 立花鑑載
- 立花親善

### 道雪系立花氏

#### 安土桃山時代
大友義鎮は大友氏の一族、戸次鑑連を立花鑑載・親善にかわって立花城に入れ、立花氏の名跡を継がせた（鑑連はのちに入道して道雪と号す）。鑑連自身は主家である大友家から立花姓の使用を禁じられたため、立花姓を名乗ってはいないが、立花道雪の名で知られる。道雪は男子がなかったため、初め娘の誾千代（ぎんちよ）に立花城を譲り、晩年に道雪と同じく大友氏の庶流であった高橋紹運の息子、統虎を誾千代の婿に迎えて養子とした。
統虎改め立花宗茂は斜陽の大友氏を支え島津氏との戦いに活躍し、豊臣秀吉の九州征伐の後、筑後国柳川に13万2200石と羽柴姓を与えられた。朝鮮出兵にも従軍した。

#### 江戸時代

##### 柳川藩主立花家
立花宗茂は関ヶ原の戦いで西軍に参加したため（大津城攻めのため本戦には参加できなかった）、所領を没収され、わずかな共だけ連れて江戸へ出ていたが、1606年に陸奥国棚倉で1万石を与えられて大名に復帰した。その後、大坂の陣でも戦功をあげ、1620年、関ヶ原の戦い以降に筑後柳川32万石を支配していた田中氏が絶家したのをきっかけに柳川10万9千石を与えられ、旧領に戻った。関ヶ原で改易された武将が再び「大名」として復活できた例は少なく、その中でも旧領に戻ることができたのは立花宗茂ただ一人である。その後立花氏は柳川藩主として廃藩置県まで続いた。維新後、華族の伯爵家に列する（→立花伯爵家へ）。
3代藩主立花鑑虎の同母弟、立花貞晟（弾正）は旗本寄合席となって旗本立花弾正家を分立しているが、2代目で養嗣子の清直（後の貞俶）が藩主家を相続したので絶家、本藩吸収となった。

##### 三池藩主立花家
また立花宗茂の実弟で、大蔵流高橋氏を継いだ高橋統増は、大友義統改易後に直次と改名し、豊臣政権下で1万8,000石を領していたが、関ヶ原の戦いで兄と共に西軍側について改易された。しかし大坂の陣を前に兄同様に徳川氏に召し抱えられて5,000石を与えられた。その際に直次は兄と同じ立花に改姓。直次の長男種次の代に三池藩1万石を与えられて大名に復帰。また直次の次男の種吉、および直次の長男種長の次男の種澄は旗本となって分家した。
立花種周の代に外様大名ながら若年寄にのぼったが、その失脚後、陸奥国内5000石に転封され、旗本に降格した。のちに5000石を加増されて大名に復帰して陸奥国下手渡藩を居所とした。
最後の三池藩主立花種恭は、1863年に幕府若年寄、1868年に老中格に就任したが、幕府崩壊とともに徳川氏の規模縮小で解雇。戊辰戦争中、藩領の半分の下手渡の藩士が奥羽越列藩同盟に参加したが、三池の藩士は新政府傘下にあり藩は分裂。同年8月に奥羽鎮撫の朝命を受け、これが同盟離脱とみなされて仙台藩軍の攻撃を受けて下手渡陣屋が焼失し、翌9月に再び三池に陣屋を移した。維新後は華族の子爵家に列する（→立花子爵家へ）。家紋は、柳川藩主立花氏とは少し文様が変化した別の「守紋」である。

柳川守

#### 明治以降

##### 立花伯爵家
最後の柳川藩主立花鑑寛は、戊辰戦争の会津征伐に兵を出したため、明治2年（1869年）に維新の功により5000石の賞典禄を下賜された。同年の版籍奉還により柳川藩知事に転じるとともに華族に列し、明治4年の廃藩置県まで藩知事を務めた。
版籍奉還の際に定められた家禄は、現米で6689石
明治9年（1876年）の金禄公債証書発行条例に基づき、家禄・賞典禄と引き換えに支給された金禄公債の額は18万3674円5銭8厘（華族受給者中34位）。
明治前期に当時の当主立花寛治の住居は東京市下谷区下谷西町にあった。当時の家令は大村務。
明治17年（1884年）の華族令施行で華族が五爵制になると寛治が旧中藩知事として伯爵に叙される。立花寛治伯爵は貴族院の伯爵議員に2回当選して務めている。
立花鑑徳伯爵の代の昭和前期に立花伯爵家の邸宅は福岡県山門郡城内村にあった。
戦後のGHQによる華族締め付け政策の中で立花伯爵家も財産税や農地解放で大きな打撃を被り、それまで所有していた東京の邸宅や柳川の小作地を手放すことを余儀なくされた。爵位も日本国憲法によって奪われた。立花鑑徳の家督は鑑徳の娘立花文子の夫として養子入りした立花和雄（島村速雄海軍大将（男爵）次男）が相続し、夫妻は立花家の財産を回復させるため柳川市の自邸立花氏庭園（松濤園）を改装した料亭・旅館・宴会場「御花」の経営をはじめた。経営が軌道に乗るのに10数年を要したが、事業は成功をおさめ、現在も「御花」は立花家の経営で続いている｡
立花伯爵邸（福岡県柳川市新外町1「御花」）
- 立花伯爵邸。明治43年に同家の迎賓館として建設された。当時すでに自家発電所を設けており、輸入品のシャンデリアや電気器具を使っていた。今もランプシェイドなど多くの設備が当時のままに残されており、結婚式場などとして使われている[18]。
- 同
- 同
- 邸内
- 同
- 同
- 同

##### 立花子爵家
最後の三池藩主立花種恭は明治2年の版籍奉還により三池藩知事に転じるとともに華族に列し、明治4年の廃藩置県まで藩知事を務めた。廃藩置県後には東京に移住して華族学校（学習院）の初代校長に就任した。その後宮内省用掛にも就任。
版籍奉還の際に定められた家禄は、現米で413石
明治9年（1876年）の金禄公債証書発行条例に基づき、家禄と引き換えに支給された金禄公債の額は1万3904円27銭5厘（華族受給者中294位）。明治前期の種恭の住居は東京市深川区深川東元町にあった。
明治17年（1884年）の華族令施行で華族が五爵制になると種恭は旧小藩知事として子爵に叙される。その後立花種恭子爵は貴族院の子爵議員に当選して務めた
昭和前期に立花子爵家の邸宅は東京市大森区山王にあった。

##### 立花男爵家
旧三池の一門家臣家の出身である立花小一郎は大将まで昇進した陸軍将校でシベリア出兵などで戦功をあげたことから大正12年（1923年）に男爵に叙せられた。
昭和前期に立花男爵家の邸宅は東京市渋谷区代々木山谷町にあった。

## 賜姓立花氏
立花家家臣のうち、元来は別姓ながら立花氏当主より立花姓を賜姓された家も少なくない。米多比氏嫡家の米多比立花氏や、安東家忠を祖とする安東立花氏、由布惟信を祖とする立花壱岐家、原尻鎮清を祖とする立花氏、薦野増時を祖とする福岡藩重臣の立花氏などがこれにあたる。茶道南坊流の初代立花実山は増時の曾孫。
また、臼杵氏分流や山本氏のように、立花姓を賜姓されて後年、元来の姓に復したり改姓した場合もある。